# Aurel Stodola
Aurel Boreslav Stodola (ur. 11 maja 1859 w Liptowskim Mikułaszu, zm. 25 grudnia 1942 w Zurychu) – słowacki inżynier, fizyk i wynalazca. Był bratem Emila (1862–1945) – prawnika i polityka oraz Kornela (1866–1946) – przedsiębiorcy i polityka.

## Życiorys
Urodził się w rodzinie garbarza, mieszkającego w osadzie Vrbický (lub: Vyšný) Hušták, którą dopiero w 1894 r. włączono do Liptowskiego Mikułasza. Jego ojciec, Ondrej Stodola, był współwłaścicielem dobrze funkcjonującej garbarni, majstrem cechu garbarskiego i jednocześnie zdecydowanym stronnikiem opcji słowackiej. Rodzinny warsztat stał na terenie, na którym obecnie znajduje się centrum handlowe Stop Shop (dzisiejsza ul. 1 mája). Według zapisów w księgach metrykalnych parafii ewangelicko-augsburskiej w Liptowskim Mikułaszu mały Aurel został ochrzczony 18 maja przez księdza Michala M. Hodžę, jednego z najwybitniejszych działaczy z okresu słowackiego „przebudzenia narodowego”. W młodości był czynny w kościelnym zborze, grywał na pianinie i organach oraz śpiewał w chórze „Tatran”. Z tego środowiska pochodziła jego późniejsza żona, Darina Pálkova, z którą pobrał się 29 stycznia 1887 r. Mieli dwie córki: Helenę Annę (ur. 1889) i Olgę Emmę (ur. 1891).
Uczył się w węgierskiej królewskiej wyższej szkole realnej w Lewoczy. Od 1876 r. studiował w Wyższej Szkole Technicznej w Budapeszcie, a od 1877 r. na Politechnice w Zurychu. W latach 1880–1882 pracował w fabryce węgierskich kolei państwowych w Budapeszcie. Aby uzupełnić wiedzę o przedmioty, których nie wykładano w Zurychu, w 1883 r. kontynuował studia w Wyższej Szkole Technicznej w Charlottenburgu, by w następnym roku ukończyć je na paryskiej Sorbonie. W 1884 r. w pożarze miasta spłonął jego rodzinny dom. Stodola na pewien czas wrócił do rodziny i na wzór jednej z budapesztańskich kamienic opracował projekt nowego budynku, który stanął w następnym roku. Dziś znajduje się na nim pamiątkowa tablica. W 1884 r. podjął pracę w Českomoravskej strojárni w Pradze, lecz wkrótce przeniósł się do firmy Strojárenska spoločnosť Ruston a spol. Od 1892 r. był docentem, a od 1893 r. profesorem w Katedrze Budowy Maszyn Wyższej Szkoły Technicznej w Zurychu, w której pracował aż do odejścia na emeryturę w roku 1929. Zorganizował tam m.in. laboratorium, jedno z najbardziej cenionych w Europie.

## Działalność naukowa
Był pionierem w dziedzinie termodynamiki. Opracował teorię cieplnych obiegów turbin parowych, o której to w 1903 roku napisał książkę pt. Die Dampfturbinen und ihre Aussichten als Wärmekraftmaschinen. W roku 1922 wyszło w Berlíne jego kolejne ważne dzieło: Dampf und Gas-Turbinen. W 1931 r. w Berlinie wydał książkę pt. Gedanken zu einer Weltanchauung vom Standpunkte des Ingenieurs, która w ponownym opracowaniu wyszła w Zurychu w 1937 r. pod tytułem Die geheimnisvolle Naturweltanschauliche Betrachtung.
Skonstruował w 1928 r. pierwszą sprawnie funkcjonującą pompę ciepła, przeznaczoną do ogrzewania ratusza w Genewie przez pobieranie ciepła z wód Jeziora Genewskiego. Był także m.in. konstruktorem sprawnych, ruchomych protez rąk i nóg.

## Nagrody i wyróżnienia
Otrzymał kilka ważnych wyróżnień naukowych, w tym Międzynarodowy Medal im. Jamesa Watta. Został też doktorem honoris causa uniwersytetów w Pradze, Hanowerze i Brnie.
Na jego cześć nazwana została planetka (3981) Stodola.
Słowacki Techniczny Uniwersytet w Bratysławie ogłosił rok 2009 rokiem Aurela Stodoly. Z tej okazji Narodowy Bank Słowacki wydał swą pierwszą kolekcjonerską, srebrną monetę z podobizną uczonego. Ma ona nominał 10 euro i status prawnego środka płatniczego, ale jedynie na terenie Słowacji.